# Cecilia van Brandenburg
Cecilia van Brandenburg (circa 1405 — 4 januari 1449) was een prinses van Brandenburg en, bij huwelijk, van 1425 tot 1432 hertogin van Brunswijk-Wolfenbüttel en van 1432 tot aan haar dood hertogin van Brunswijk-Calenberg. Ze behoorde tot het Huis Hohenzollern.

## Levensloop
Cecilia was een dochter van keurvorst Frederik I van Brandenburg en Elisabeth van Beieren, dochter van hertog Frederik. 
Op 3 maart 1420 werd ze officieel verloofd met hertog Willem I van Brunswijk-Wolfenbüttel (1392-1482). Hun huwelijk vond op 30 mei 1423 plaats in Berlijn. Het huwelijk was gearrangeerd door keizer Sigismund van het Heilige Roomse Rijk. 
Willem en zijn broer Hendrik de Vredelievende beloofden Cecilia als lijfgeding het kasteel van Bodenteich en een jaarlijkse rente van 2.000 gulden. Na een gebiedsuitwisseling kreeg ze in de plaats het kasteel van Wolfenbüttel toegezegd. Magnus van Saksen-Lauenburg, de bisschop van Hildesheim, probeerde zijn in beslag genomen goederen terug te kopen van Willems broer Hendrik en liet daarbij zijn oog vallen op het kasteel van Wolfenbüttel. Cecilia besloot daarom het kasteel in 1432 onder de bescherming van Hendrik te plaatsen, zodat de aanspraken van de bisschop afgewenteld werden. Uiteindelijk werden Cecilia en haar kinderen door Hendrik uit het kasteel gezet, waarna ze zich ontmoedigd in het kasteel van Schöningen. Daarop ontbrandde zich een hevige strijd tussen Hendrik en Willem. Uiteindelijk werd een vergelijk gevonden door een landsverdeling uit te voeren: Hendrik behield het hertogdom Brunswijk-Wolfenbüttel, terwijl Willem het vorstendom Calenberg kreeg toegewezen.
Cecilia stierf in januari 1449. Ze werd bijgezet in de Dom van Brunswijk.

## Nakomelingen —
Cecilia en haar echtgenoot Willem kregen twee zonen:
- Frederik III (1424-1495), hertog van Brunswijk-Calenberg
- Willem II (1425-1503), hertog van Brunswijk-Wolfenbüttel